# Francesco di Domenico
Francesco di Domenico, detto il Monciatto (fl. XV secolo), (che non sappiamo se fosse titolare di una bottega) fece parte, di un équipe, esistente dal 1470, in cui operò Francesco di Giovanni, detto Francione, legnaiolo, architetto e ingegnere militare, titolare, lui, della propria bottega insieme con altre botteghe di legname: quella di Giuliano da Maiano e quella del più anziano Giovanni di Domenico da Gaiole.